# Hackelia andicola
Hackelia andicola är en strävbladig växtart som först beskrevs av Kurt Krause, och fick sitt nu gällande namn av A. Brand. Hackelia andicola ingår i släktet Hackelia och familjen strävbladiga växter. Inga underarter finns listade i Catalogue of Life.